# Jankó János (néprajzkutató)
Jankó János (ifjabb Jankó János; Pest, 1868. március 13. – Borszék, 1902. július 28.) földrajz- és néprajztudós. Torda, Kalotaszeg, a Balaton-mellék néprajzának, továbbá Nyugat-Szibéria hanti (osztják) népességének kutatója, az összehasonlító tárgyi néprajz egyik első hazai művelője.
Néprajzi kutatásai során megfigyelte, hogyan halásznak az emberek és feljegyezte a népi halászat hagyományos módszereit. Kutatásainak egyik nagy eredménye, hogy megírta A magyar halászat eredete című könyvet.

## Élete
Édesapja, Jankó János a kor ismert festőművésze és karikaturistája volt. János az érettségi után az orvosi egyetemre iratkozott, majd földrajz szakos tanárjelöltként folytatta tanulmányait a bölcsészkaron. Nagy érdeklődést tanúsított a botanika iránt is. Még egyetemi hallgatóként több e tárgyba vágó tanulmányt publikált német és angol szaklapokban. 
1888 tavaszán afrikai útra indult (Algír, Tunisz, Tripolisz), utazását hírlapi cikkeiért kapott honoráriumokból, valamint a Kereskedelmi és Iparkamara ösztöndíjából fedezte.
Afrikai kutatásai a Nílus deltájára és annak közvetlen környékére irányultak. Munkája közben hosszan tartó lázzal járó maláriát kapott. Gyógyulása után ismét Afrikába utazott, geológiai tanulmányokat végzett, majd az észak-afrikai kézműves iparról gyűjtött adatokat.
1890-ben bölcseletdoktori oklevelet szerzett földrajzból, antropológiából és növénytanból; a Magyar Földrajzi Társaság titkárának választotta meg.
A közoktatásügyi miniszter megbízásából 1890–91-ben Anglia és Franciaország föld- és néprajzi intézeteit tanulmányozta. 1892–93-ban tanársegéd volt a budapesti egyetem földrajzi tanszéke mellett 
1894-ben kinevezték a Magyar Nemzeti Múzeum néprajzi osztályának igazgatójává, Xantus János örökébe.
1896-ban részt vállalt a földrajzi és néprajzi társulatok működésében és az ezredéves kiállítás néprajzi osztályának rendezésében.
1896-ban néprajzi gyűjteményeket tanulmányozott Helsinkiben és Oroszországban: Szentpétervárt, Moszkvában és Nyizsnyij Novgorodban. Zichy Jenő harmadik expedíciójának tagjaként 1897-1898-ban a Kaukázustól a Volga-deltáig, majd onnan a szibériai Tobolszkig vándorolt, végül az osztjákok szállásterületeire utazott, részben az expedícióval, nagyobb részben attól különválva.
Fiatalon, egyik erdélyi gyűjtőútján hunyt el, szívinfarktus következtében 1902-ben. Emlékére a Magyar Néprajzi Társaság 1969-ben megakapította a Jankó János-díjat, amelyet fiatal néprajzkutatóknak adományoznak kiemelkedő tudományos teljesítményük elismeréséül.

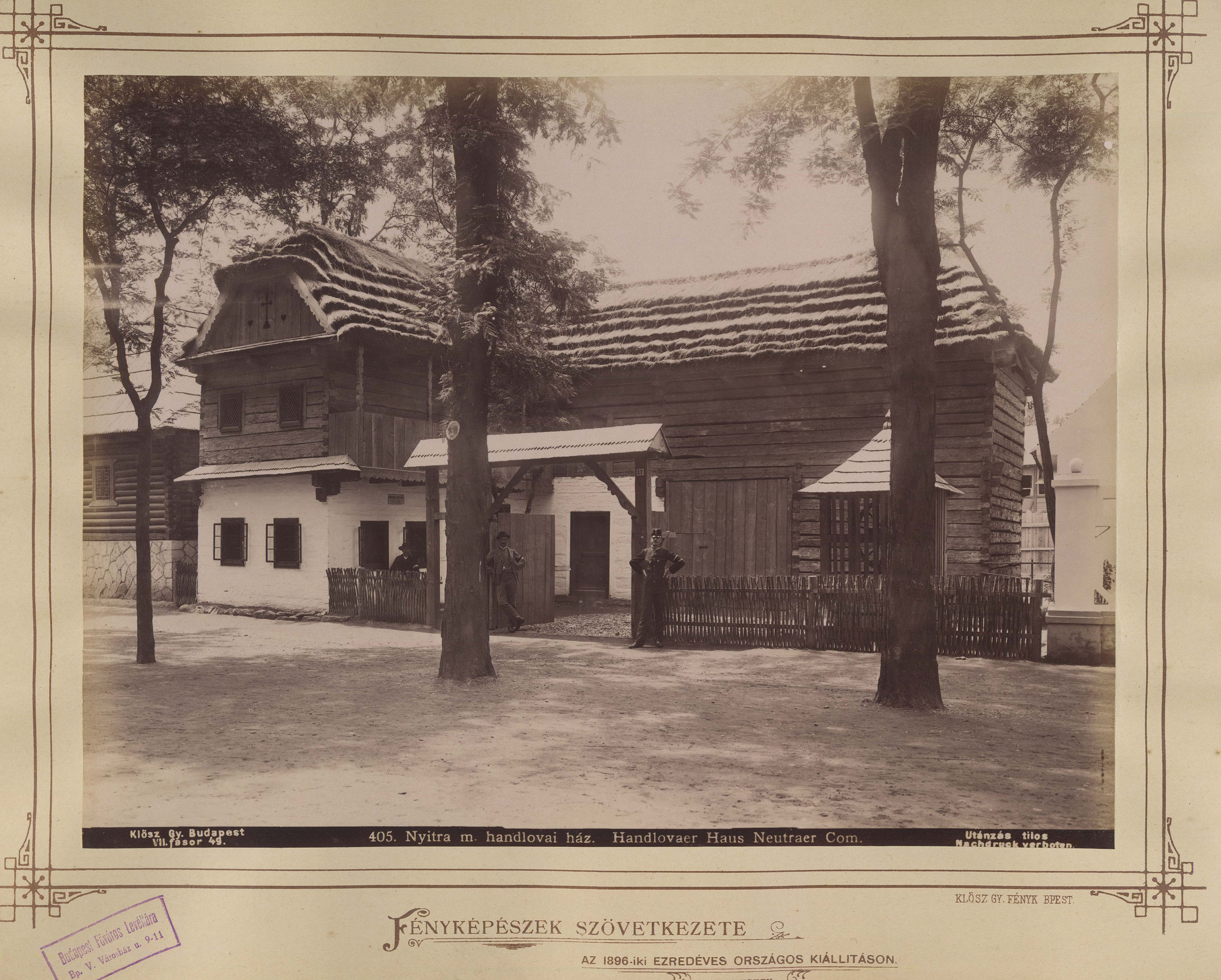
Handlovai ház a Millenniumi kiállításon

Felvidéki gyűjtőútjairól a privigyei népviseletről és a handlovai német építészetről maradtak fenn fényképei a Néprajzi Múzeumban. Utóbbit javasolták megépíteni a Millenniumi kiállításon is.

## Részvétele Zichy Jenő expedíciójában
Jankó János 1896 nyarán hat hétig tanulmányúton járt Oroszországban. Novemberben gróf Zichy Jenővel szerződést kötött, amelynek értelmében néprajzkutatóként részt vesz annak következő, harmadik, Ázsiába tervezett expedíciójában. Jankó 1897-1898-as kutatóútja közel másfél évig tartott. Az első nyolc és fél hónapban a szakirodalom (főként a halászati szakirodalom) és a múzeumok tárgyi anyagait vizsgálta át; utána három hónapig az expedícióval együtt dolgozott; végül az osztjákok között egyedül folytatta és három hónap alatt fejezte be kutatóútját. Útjának részletei többek között leveleiből és 1898. április 12-étől folyamatosan vezetett naplójából ismerhetők meg.
Célját röviden így határozta meg: „…egyetlen czél vezérelt, hogy megkíséreljem egybeállítani: a magyarral nyelvileg rokon finn-ugor, ethnikailag és anthropologiailag rokon török-tatár és a kettő közé zárt s ránk is ható szláv népek tárgyi néprajzának összehasonlitó typologiáját.” Ezen nem azt érti, „…hogy ez összehasonlitó typologiának talán már is tudományos eredményei volnának, hanem csak annyit, hogy sikerül e typologiához annyi anyagot egybegyüjtenem, hogy az »kisérletem«-nek egészséges alapjául fog szolgálhatni.”

### A kutatóút első része

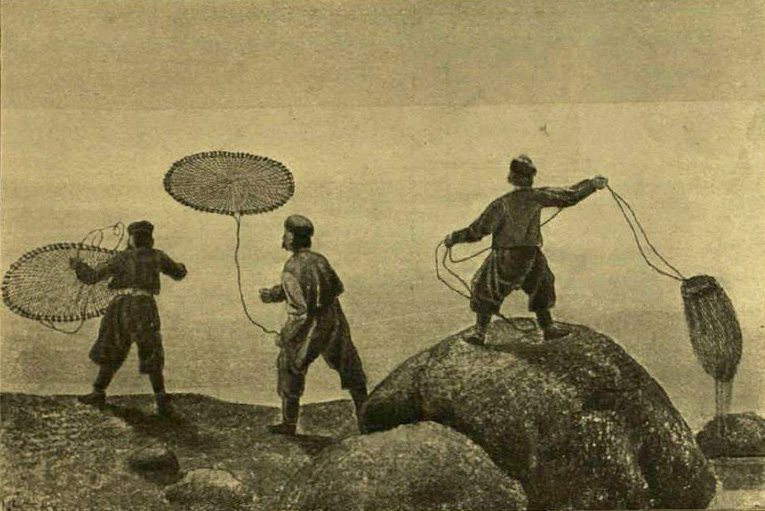
Krími vetőháló. Dr. Jankó János A magyar halászat eredete című könyvéből (1900)

- 1897. július 19-én indult el Budapestről előbb Berlinbe, onnan Finnországba, ahol augusztus 6-tól október 30-ig előkészületi tanulmányokat folytatott. Nagyrészt Helsingforsban (ma: Helsinki) tartózkodott, a múzeumi anyagok átvizsgálása után pedig Karjalában az ottani halászat módszereivel, eszközeivel ismerkedett.
- November 1-jén Szentpétervárra érkezett, ahol három hónapig tanulmányozta a szakirodalmat, a múzeumok néprajzi gyűjteményeit, jegyzetelt, rajzokat készített.
- 1898. január 30-án elhagyta Szentpétervárt és a Baltikumba utazott. Felkereste Reval (ma: Tallinn), Dorpat (ma: Tartu), Vilno (Vilnius), Riga, Mitau (ma: Daugavpils), Szmolenszk múzeumait. Március elején már Moszkvát is maga mögött hagyta, néhány napra Kijevbe, azután Odesszába utazott. Két hetet töltött a Fekete-tenger parti városban; hazaküldte az addig vele utazott feleségét és kisfiát, megvárta az expedíció másik két tagját, Pápay József nyelvészt és Pósta Béla régészt, majd együtt mentek tovább Szevasztopol, Kercs, Batumi érintésével Tifliszbe (Tbiliszi, az expedíció első találkozóhelyére. 31-én értek a grúz fővárosba, itt találkoztak az expedíció vezetőjével és mecénásával, gróf Zichy Jenővel is.

### Együtt az expedícióval (április–június)
- Április 2-án hosszú megbeszélésen alakították ki további programjukat. Tifliszben is tanulmányozták a helyi múzeum gyűjteményeit.
- Április 15-én Jankó János a többiekkel együtt vonatra ült és Bakuba utazott (Pápay József korábban egyedül indult útnak); 18-án hajóval indultak tovább a Kaszpi-tengeren a Volga-delta felé.
- Április 21-től 30-ig Asztrahánban dolgoztak, közben Jankó három napon át egy kis gőzösön bejárta a Volga-delta halásztelepeit, a helyszínen tanulmányozta a halászat hagyományos módszereit.
- Az expedíció május 1-jén indult tovább a Volgán, de Jankó csak négy nappal később, hogy befejezhesse itteni munkáját. Pár nap múlva Szaratovban érte őket utol.
- Szaratovból Jankó egyedül az uráli halászat megismerésére három napra Uralszkba utazott. Miután visszatért, a többiekkel együtt néhány napra Volszkba ment, ezt a kitérőt felhasználta arra, hogy egy-egy napot ismerkedéssel egy mordvin (Oszanovka) és egy csuvas (Kazanla) faluban töltsön.
- Április 24-én Szaratovban ismét hajóra szálltak és 28-án az expedíció második találkozóhelyére, Kazanyba értek. Másnap együtt megnézték a közeli Bulgar) romjait, majd 31-én közös megbeszélést tartottak, egyeztették a további útvonalat. Ekkor dőlt el, hogy Jankó Tobolszktól végig egyedül, a saját terve szerint folytatja útját és hátralévő idejét fő céljának, az osztjákság kutatásának szenteli.
- Június 16-án Kazanyból hajóval indultak le a Volgán, majd fel a Káma-folyón. Négy napot Permben időztek, azután vonattal az Urálon át Jekatyerinburgba mentek, ahol öt napot töltöttek; Jankó ezekben a városi múzeumokban fontos osztják anyagokat talált. Vonattal Tyumenybe utaztak, onnan a Tura-folyón, majd a Tobolon hajóval folytatták útjukat és június 30-án Tobolszkba érkeztek.

### Jankó János külön kutatóútja
Az akkoriban körülbelül 20 000 főre becsült osztják népesség hatalmas területen, szétszórtan élt. Jankó János eldöntötte, hogy közülük csak az Irtis menti osztjákokat, majd az akkor alig ismert keleti osztjákokat keresi fel "olykép, hogy megkisértem az Irtis keleti és az Ob déli mellékfolyóin felfelé, tehát az őserdőbe való benyomulást."

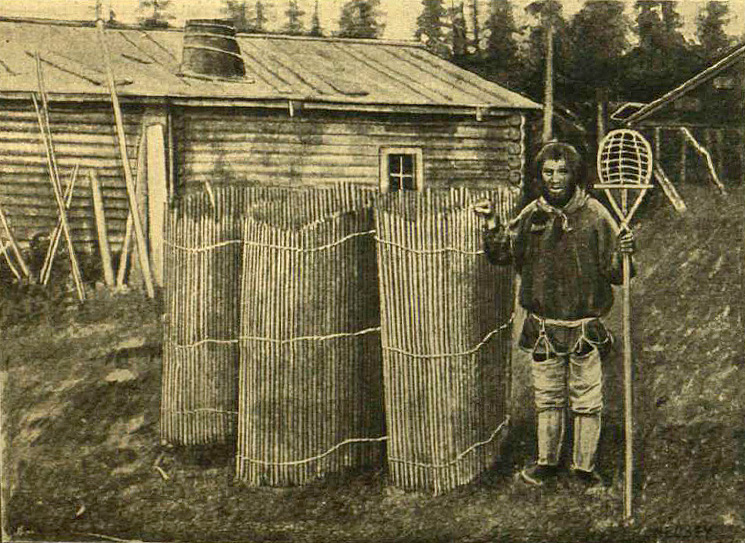
Osztják vejsze a Nagy-Jugannál (Szibéria). Dr. Jankó János A magyar halászat eredete című könyvéből (1900)

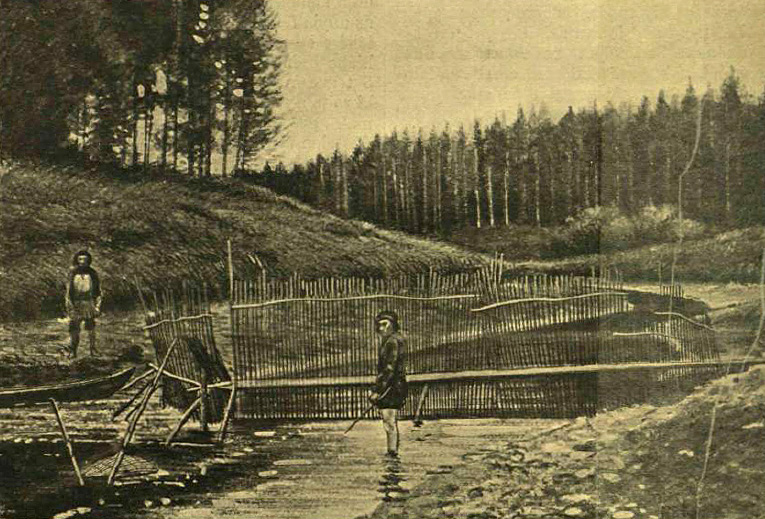
Cége a Nagy-Jugan völgyében (Szibéria). Dr. Jankó János A magyar halászat eredete című könyvéből (1900)

Tobolszkban vásárolt egy kimustrált vitorláshajót, felfogadott öt evezőst és társaitól elválva, a kormányzó ajánlólevelével zsebében kezdte meg kutatóútját az osztjákok között. Több mint két hónapig – néhány nap kivételével – ez a kishajó, (később egy még kisebb) volt közlekedési- és szállítóeszköze, raktára, szállása, részben munkahelye is. Útján végig a helyi közigazgatás elöljárói segítették.
- Július 5-én indult el az Irtisen lefelé és öt nap alatt Gyemjanszkoje faluba ért. Itt négy napig időzött, kikérdezte a vásárra odaérkezett osztjákokat, embertani méréseket végzett.
- 14-én a Gyemjanka-folyó menti osztják telepek felkeresésére indult, behatolt a tajga mélyére. Ezeket a kis osztják településeket jurtának hívták, (bár a mai értelemben vett jurtáik nem voltak) megkülönböztetésül az oroszok lakta falvaktól (szelo vagy gyerevnyja). 20-án érkezett vissza Gyemjanszkojeba, ahol Karjalainen finn nyelvésszel találkozott.
- 22-étől együtt hajóztak lefelé az Irtisen Szamarovóig (ma: Hanti-Manszijszk). Jankó a folyó menti összes osztják települést ("jurtát") bejárta, összeírta családjaikat. 27-én ért Szamarovóba, elbúcsúzott Karjalainentől és feltöltötte élelmiszer készleteit.
- 29-én ismét úton volt, most már az Ob és mellékfolyója, a Szalim felé. Naplójának tanúsága szerint "a Demjanka és Szalüm völgyében előttem szakember nem járt egyáltalán". A Szalim-völgyének bejárása, osztják telepeinek átvizsgálása után augusztus 16-án Szurgutba érkezett.
- Két nappal később egy kölcsönzött kisebb hajón már el is hagyta Szurgutot. Sietnie kellett, hogy még az Obon meginduló jégzajlás előtt visszaérjen. Maradék idejét és energiáit a Nagy-Jugan folyóvölgyének megvizsgálásra szánta. Fölkereste többek között Juganszkojet és "a jugáni osztjákság főfészkét", Kajukovit is. Az utolsó napokban a megerőltető út miatt álmatlanság gyötörte, csak morfiummal tudott néhány órát aludni. Szeptember 10-én érkezett vissza Szurgutba és a következő napon, az utolsó előtti hajójárattal hagyta el a várost. Öt nappal később Tomszkban volt, ott is keményen dolgozott: gyűjtését, jegyzeteit rendezte, megvizsgálta a helyi múzeumot. Október 2-án vonatra szállt és 7-én érkezett Moszkvába, ahonnan 12 napos tartózkodás után indult haza Budapestre.

Osztják kutatásainak számszerűsíthető eredményeit egyik levelében Jankó János maga foglalta össze. Az osztjákok szállásterületén összesen közel 3000 km-t tett meg, felkeresett 75 települést ("jurtát") és körülbelül 2500 személy részletes néprajzi felvételét végezte el. "Összeírtam a családokat, kiválasztva a gyökereseket, feljegyezve a bevándorlottakról, hogy honnan és mikor telepedtek be, a kihalás arányait és okait, az eloroszosodás mértékét és módját és okait, … összeírtam az osztják ház leltárát, megfigyeltem a halászatot és részben a vadászatot, feljegyeztem a szokásaikat, ahol kinyomozhattam: ősvallásuk maradékait, … gyűjtöttem 300 néptárgyat, 30 koponyát, 2 teljes csontvázat, készítettem 150 fényképet s az egész út minden napjáról pontos naplót vezettem." Gyűjtésének nem-számszerűsíthető eredményeit a néprajztudomány azóta is hasznosítja.

## Munkái
- Tót-Komlós magánrajza. Békes-Gyula, 1887
- Erklärung des Namens Kongo. Gotha, 1888
- The Welle-Problem Edinburgh, 1888
- Equisetum albo-marginatum Kit. Cassel, 1888
- Gróf Benyovszky Móricz életrajza. Budapest, 1889
- Gróf Benyovszky Móricz mint földrajzi kutató. Kritikai megjegyzések Kamcsatkától Macaoig tett útjára. Budapest, 1890
- A Nilus Deltája. A Delta földtani és földrajzi felépülése. Budapest, 1890
- Abstammung der Planeten. Berlin, 1891
- Stanley utazása, kalandjai és felfedezései Afrikában. Budapest, 1891
- Magyarország hegyvidékeinek csoportosítása. Budapest, 1891
- Javaslat a néprajzi kiállítás ügyében. Budapest, 1891
- A Benyovszky-irodalom anyagáról. Budapest, 1891
- A magyar földrajzi társulat könyv- és térképtárának Czímjegyzéke. 1873-1889. Budapest, 1891
- Map of the Crownlands of the Kingdom of St. Stephans. London, 1892
- A szinganfui nestorianus emléktábla. Budapest, 1892 (fordítás)
- Kalotaszeg magyar népe. Néprajzi tanulmány. Budapest, 1892
- A kalotaszegi és erdélyi magyarságról. Kolozsvár, 1893
- A toroczkói vasbányászat és kohászat. Budapest, 1893
- Torda, Aranyosszék és Torockó magyar (székely) népe. Budapest, 1893
- Régi hazai lőportartók szarvasagancsból. Budapest, 1895
- Adatok a bács-bodrogmegyei sokáczok néprajzához. Budapest, 1896
- Tűzzel vassal a Szudánban. Szlatin Rudolf pasa után ford. Budapest, 1896
- Kalauz a néprajzi missió-kiállításban. Budapest, 1896
- A magyar halászat eredete. Budapest, 1900
- Magyar typusok. Első sorozat: a Balaton mellékéről. Bp, 1900 Online